# Mendykarinskiy Rayon
Mendykarinskiy Rayon (kazakiska: Mendiqara Aūdany) är ett distrikt i Kazakstan.   Det ligger i oblystet Qostanaj, i den norra delen av landet, 600 km nordväst om huvudstaden Astana.